# Пемела Золайн
Пемела Золайн (англ. Pamela Zoline) (або Пемела Ліфтон-Золайн (англ. Pamela Lifton-Zoline); нар. 1941) — американська та британська письменниця-фантаст та художниця, народилася в Чикаго, яка живе в Сполучених Штатах у Тельюрайді, штат Колорадо.

## Творчість
Серед шанувальників наукової фантастики вона відома своїм суперечливим оповіданням «Теплова смерть Всесвіту» (англ. «The Heat Death of the Universe»), опублікованим у 1967 році у часописі «Нові світи» (англ. «New Worlds»). Незважаючи на те, що вона продовжувала публікувати нові оповідання в журналах, зокрема «Нова НФ» (англ. «The New SF»), «Улюблені оповідання» (англ. «Likely Stories») і «Інтерзона» (англ. «Interzone»), Золайн залишається відомою перш за все завдяки «Тепловій смерті», що часто перевидавалася з моменту появи оригінальної публікації. Золайн захоплюються за її експериментальний підхід як до форми оповідання, так і до жанру наукової фантастики, особливо за використання мови «Теплова смерть Всесвіту» побудована у вільному енциклопедичному стилі з 54 пронумерованими абзацами, викладеними навмисно діловим голосом від третьої особи. У центрі — один день із життя домогосподарки із середнього класу Сари Бойл у той час, коли вона готує своїм дітям сніданок і організовує день народження. Домашня сфера Бойл представлена як можливо замкнута система, аналогічна самому всесвіту, а Бойл виступає як предмет руйнівної дії буквальної та метафоричної ентропії. Оповідь коливається між науковими поясненнями, описами побутових подій і філософськими міркуваннями, кумулятивний ефект полягає в тому, що розум і культура знаходяться на межі краху.
Золайн також написала дитячу книжку («Анніка і вовки»), лібретто до двох опер («Гаррі Гудіні та фальшивий і справжній окультизм», «Заборонений експеримент») і оригінальні науково-фантастичні радіоп'єси для проекту наукової фантастики «Телурайд» (англ. «Telluride»).
Перші два десятиліття Золайн жила у Великої Британії, переважно в Лондоні. Пізніше вона переїхала до Сполучених Штатів, де в 1984 році разом із чоловіком Джоном Ліфтоном та іншими заснувала Інститут Тельюрайду.

## Книжкові видання
- «Теплова смерть Всесвіту та інші історії», 1988 (збірка оповідань).
- Анніка і вовки. Coffee House Press, 1985.

## Зовнішні посилання
- [Теплова смерть Всесвіту у Wayback Machine (арх. 8 березня 2007)] (оповідання)
- Telluride Institute
- Фото Пемели Золайн
- A. Zoline Pamela A. Zoline на сайті Internet Speculative Fiction Database (англ.)